# Allerleirauh (Verein)
Allerleirauh e. V. ist ein 1987 gegründeter eingetragener Verein in Hamburg, dessen Ziel die Beratung, Hilfe und Unterstützung bei sexuellem Missbrauch von Kindern ist. Ein weiterer Schwerpunkt ist die Prävention von sexualisierter Gewalt. Der Verein ist freier Träger der Jugendhilfe in Hamburg.

## Tätigkeiten
Der Verein führt für Mädchen und junge Frauen sowie für Berater, sowohl persönliche als auch telefonische kostenlose Beratungen bei sexuellem Missbrauch durch. Dem Namen des Vereins liegt das gleichnamige Märchen Allerleirauh zugrunde. Kam es aufgrund der Beratung zu einer Anzeige, führt Allerleirauh e. V. auch, wenn gewünscht, eine Prozessbegleitung durch.
Bei der Prävention werden in Selbstbehauptungskursen und im Rahmen von Schulprojekten Strategien und Verhaltensweisen zum eigenen Schutz eingeübt. Eine diesbezügliche Bibliothek und eine Sammlung von über 500 Filmen zum Thema unterstützen diese Vorhaben. Wochenendseminare für Frauen und Helfer ergänzen die Präventionsarbeit.
Jährlich nehmen etwa 1.600 Menschen die Beratungsstelle in Anspruch. Überregional ist der Verein Mitglied im Bundesverein zur Prävention von sexuellem Missbrauch an Mädchen und Jungen e. V.